# Stane Meterc
Stane Meterc, slovenski slikar, * 18. avgust 1927, Ribno, marec 1993, Ronke.
Rodil se je v družini zidarja Stanislava in gospodinje Ane Meterc rojene Tomc. Osnovno šolo je obiskoval v Zabreznici, nižjo gimnazijo pa na Jesenicah.
V letih 1942 do 1944 prakticiral pri slikarju Jemcu na Bledu. Po vojni se je družina preselila v Ronke (Goriška pokrajina). Prvič je razstavljal na skupinski razstavi šestih slikarjev leta 1946. Kasneje je pripravil več samostojnih razstav v Ljubljani, na Jesenicah, v Celovcu, New Yorku, Rimu, Vidmu, Tržiču, Trstu, Gradežu, Ronkah in drugod. Slika olje na platnu, posebno priljubljeni so mu kraški motivi. Na njegovih slikah izstopajo poleg dovršenih cvetic v kraški pokrajini tudi dozirana modra barva neba
in rdeči listi ruja.